# 帕特里克·布尔
帕特里克·布尔（丹麥語：Patrick Buhl，1994年1月16日—），丹麥男子羽毛球運動員。

## 簡歷
2015年10月，帕特里克·布尔出戰匈牙利國際賽，與伊莎贝拉·尼尔森合作贏得混合雙打比賽亞軍。

## 主要比賽成績
只列出曾進入準決賽的國際賽事成績：
| 年份   | 賽事                 | 公開賽級別 | 項目     | 拍檔            | 成績   |
| ------ | -------------------- | ---------- | -------- | --------------- | ------ |
| 2015年 | 克羅地亞羽毛球國際賽 | 國際系列賽 | 男子雙打 | 叶普·卢德维格森 | 準決賽 |
| 2015年 | 克羅地亞羽毛球國際賽 | 國際系列賽 | 混合雙打 | 伊莎贝拉·尼尔森 | 準決賽 |
| 2015年 | 匈牙利羽毛球國際賽   | 國際系列賽 | 混合雙打 | 伊莎贝拉·尼尔森 | 亞軍   |
| 2017年 | 荷蘭羽毛球國際賽     | 國際系列賽 | 混合雙打 | 约瑟芬·范·赞纳  | 準決賽 |

| 2007-2017年 | 首要超級賽 | 超級賽 | 黃金大獎賽 | 大獎賽 | 國際挑戰賽 | 國際系列賽 | 未來系列賽 | 其他 |

| 2018-2026年 | 總決賽 | 超級1000賽 | 超級750賽 | 超級500賽 | 超級300賽 | 超級100賽 | 國際挑戰賽 | 國際系列賽 | 未來系列賽 | 其他 |